# Венера 2
Венера 2 е автоматичен космически апарат, изстрелян от СССР на 12 ноември 1965 г. с цел изследване на Венера. Теглото на апарата е 963 kg. Оборудван е с телевизионна система и научна апаратура.
Пуснат е на 12 ноември 1965 г. в 8 часа и 2 минути московско време. Изстрелян е от околоземна орбита на Тежък спътник. Системата за управление спира да функционира още преди приближаването до планетата. На 27 февруари 1966 г. преминава на 24 000 km от повърхността на Венера.
Венера-2 и 3 не предават никакви данни за самата планета, но е получена научна информация за космическото и околопланетно пространство. Изследвана е свръхдалечната радиовръзка при междупланетни полети. Изследвани са магнитните полета, космическите лъчи, потоците нискоенергийни заредени частици, потоците слънчева плазам и техните енергийни спектри, космическите радиоизлъчвания и микрометеоритите.
За времето на полета са проведени 26 реанса на радиовръзка с Венера-2 и 63 радиосеанса с Венера-3 (изстреляна 4 дни след Венера-2, на 16 ноември 1965 г.). Венера-3 достига планетата и се разбива в повърхността (твърдо кацане) два дни след прелитането на Венера-2